# Route nationale 343
Pour les articles homonymes, voir Route 343.
La route nationale 343, ou RN 343, était une route nationale française  reliant Saint-Pol-sur-Ternoise à Desvres. À la suite de la réforme de 1972, la RN 343 a été déclassée en RD 343, le Pas-de-Calais ayant attribué le nom de RD 943 à l'ancien tracé de la RN 43 dans Tilques. Entre Le Petit-Saint-Pol et Fruges, le tronc commun avec l'ancienne RN 28 a, quant à lui, été déclassé en RD 928.

## Ancien tracé de Saint-Pol-sur-Ternoise à Desvres

### Ancien tracé de Saint-Pol-sur-Ternoise à Fruges (D 343, D 928)
- Saint-Pol-sur-Ternoise D 343 (km 0)
- Gauchin-Verloingt (km 2)
- Hernicourt (km 4)
- Wavrans-sur-Ternoise (km 5)
- Sautricourt, commune d'Hernicourt (km 7)
- Monchy-Cayeux (km 8)
- Anvin (km 10)
- L'Épinette, commune de Crépy D 343 (km 15)
- Le Petit-Saint-Pol, commune de Fruges D 928 (km 21)
- Fruges D 928 (km 23)

### Ancien tracé de Fruges à Desvres (D 343)
- Fruges D 343 (km 23)
- Coupelle-Vieille (km 26)
- Hénoville, commune de Saint-Michel-sous-Bois (km 37)
- Maninghem (km 40)
- Hucqueliers (km 44)
- Séhen, commune de Preures (km 46)
- Zoteux (km 49)
- Les Courteaux, commune de Desvres D 343 (km 55)